# 柳東伯
柳東伯（？—？），字孟卿，號桐陽，湖廣常德府武陵縣人，軍籍，明朝政治人物。

## 生平
嘉靖二十五年（1546年）丙午科湖廣鄉試第二十六名舉人。嘉靖三十二年（1553年）中式癸丑科會試第八十五名，三甲第一百一十三名進士。刑部观政，授河南叶县知县，调浙江慈溪县，三十五年因倭寇攻陷县城，謫雲南定边典史。嘉靖三十五年，升授长洲县知县，有政绩，调任后当地人仍怀念其功绩。三十八年十一月任内发生打行獄變。

## 家族
曾祖柳中，府知事；祖父柳應辰，州同知；父柳績，母文氏。兄東生、東作（生员）、弟東條、東仲。